# Radu Sîrbu
Radu Sîrbu (Peresecina, 14 de dezembro de 1978), também conhecido como Radu Sârbu, RadU e Picasso; é um cantor e produtor musical moldavo que mora em Bucareste. Fez parte do trio de música pop O-Zone, que lançou o single Dragostea Din Tei.

## Biografia
Radu Sîrbu nasceu em 14 de dezembro de 1978 na vila de Peresecina, onde passou sua infância. Durante parte de sua juventude, ele também viveu nas cidades de Orhei e Bălți. Mais tarde, ele retornaria a Peresecina para concluir o ensino médio e trabalhar como DJ na boate de seu pai. Também organizou espetáculos de teatro musical por meio de seu estúdio, "Artshow", que ele criou para crianças e adolescentes. Depois de se formar em 1996, começou seus estudos no Conservatório de Música de Chișinău e, paralelamente, deu aulas de canto para crianças.
Em 2001, Sîrbu foi selecionado para ser membro do O-Zone durante uma sessão de seleção organizada pelo cantor moldavo Dan Balan. O grupo era então composto por três membros: Sîrbu, Balan e Arsenie Todiras (apelidado de Arsenium). O grupo rapidamente ganhou popularidade na Moldávia. Eles se mudaram para Bucareste em 2002 para expandir ainda mais sua notoriedade.
A primeira música de sucesso da banda foi "Despre Tine" ("Sobre você"), que liderou as paradas na Romênia. Seu segundo sucesso, "Dragostea Din Tei" ("Amor das Tílias") que trouxe fama internacional ao O-Zone. Depois de passar quatro semanas no topo do Top 100 romeno, a gravadora italiana Time Records ofereceu à banda um contrato de 1 (um) ano.  Após seu lançamento na Itália no início de 2004, a música se tornou um sucesso em toda a Europa e ficou no topo do Eurochart Hot 100 por doze semanas. Dragostea Din Tei alcançou a primeira posição nas paradas francesa, alemã, bélga, sueca, e holandesa no final de 2004.
Em janeiro de 2005, o trio anunciou que o O-Zone seria dissolvido e que eles planejavam se concentrar em suas respectivas carreiras solo.[carece de fontes?] Balan se mudaria para os Estados Unidos com sua banda de rock "Balan", enquanto Todiras lançou uma carreira solo na Alemanha sob o nome de Arsenium. Sîrbu também trabalharia em projetos solo. Em 2005, trabalhou com DJ Mahay e lançou a música "Dulce". Ele fez um videoclipe para a música "Whap-pa" e lançou seu álbum intitulado Alone. Mais recentemente, ele lançou seu single Doi străini (Dois Estranhos) junto com um videoclipe. Em 2007, ele e Arsenium se juntaram e lançaram o single "July". Sîrbu mudou seu nome artístico para RadU e atualmente mora na Romênia com sua esposa e filha.

## Produção
Depois de lançar o seu primeiro álbum sob o nome Mr. & Mrs., Sîrbu começou a trabalhar com DJ Layla. Eles produziram a música "Single Lady" da DJ Layla, com participação de Alissa. A letra foi coescrita por Radu e Sianna Sîrbu. O vídeo de "Single Lady" foi lançado, e a música alcançou o primeiro lugar na Europa Plus Moscou/Rússia.[carece de fontes?] Sîrbu também lançou um segundo single com DJ Layla, "City Of Sleeping Hearts" e lançou um videoclipe para esse single.
Ele então começou a produzir sob a marca Wild Rose Project. O primeiro single do projeto, chamado "Ecstasy", foi uma colaboração com a artista Dee-Dee. Em 2014, Radu produziu a música "Dynamite", cantada por Liza Fox com letras coescritas por Radu Sîrbu, Anna Sîrbu e Inessa Lee. A música alcançou o top 40 nas paradas no Reino Unido.[carece de fontes?]

## Álbuns

### Alone
1. "Whappa"
2. "Perfect Body"
3. "Tu nu"
4. "Ya Proshu"
5. "Zâmbeşti cu mine (feat. Anastasia-Dalia)"
6. "Fly"
7. "Sună Seara"
8. "Leave me Alone"
9. "Whap-pa (English version)"
10. "Whap-pa (RMX Radu)"
11. "Doi Străini"

### Heartbeat
1. "Heartbeat"
2. "Love is not a reason to cry"
3. "Stop hating me"
4. "Doare"
5. "Don"t be afraid"
6. "Nu uita"
7. "She is the best song I ever wrote"
8. "Iubirea ca un drog"
9. "Daun-Daha (save my life)"
10. "It"s too late"
11. "Monalisa"
12. "Love is not a reason to cry (club remix)"
13. "Love is not a reason to cry-radio remix"

## Singles
- "Mix Dojdi" (1995)
- "Dulce" (Com participação de DJ Mahay) (2005)
- "Whap-Pa" (2006)
- "Doi Străini" (2006)
- "July" (Com participação de Arsenium) (2007)
- "Iubirea ca un drog" (2007)
- "Daun Daha" (2007)
- "Love Is Not A Reason To Cry" (Março 2008) (MR & MS)
- "In One" (2008) (MR & MS)
- "Single Lady" (2009) (Dj Layla)
- "City Of Sleeping Hearts" (2010) (DJ Layla)
- "Emotion" (2011) (Sianna)
- "Broken Heart" (feat. Sianna), 2012
- "Rain Falling Down" (feat. Sianna), 2013
- "Dynamite" (2014) (Liza Fox)
- Esti Doar O (2017)
- "Lay Down" (feat. Arsenium) (2020)